# Ashtar Sheran
Ashtar Sheran (ou simplesmente Ashtar) é uma personagem conhecida entre adeptos da influência espiritualista e Nova Era como um ser que habita e age a partir de um plano superior de existência.
Ashtar Sheran seria interpretado como um anjo de nível maioral, recebendo instruções de outros seres de maior magnitude e que transmitiria estas instruções a outros anjos de menor magnitude, sendo assim portanto uma autoridade. Teria se apresentado a pessoas comuns desde os anos 50, identificando-se como um guerreiro e comandante da frota dos Homens do Espaço. Sua existência como ser do plano concreto teria se dado na pessoa do personagem mitológico kemético Osiris e aos que se inclinam a crer na Fraternidade Branca difundida por Helena Blavatski ele é identificado como Seraphis Bei, um ser pertencente ao grupo de seres chamado de Mestres Ascensos, um grupo de pessoas que alcançaram um nível intelectual e moral ao nível da divindade e que se sincretiza ao grupo dos Bodhsativas da crença budista.
Na Umbanda é familiarizado com o caboclo Sete Encruzilhadas e/ou o preto velho Pai Tomaz, e para os Hindus ele estaria familiar a Bhabaji, um ser eterno que teria contatado Yogis por séculos de geração a geração nas montanhas da Índia, mas sua existência é muito difundida entre os entusiastas da existência de vida alienígena, principalmente no Brasil após 1996, quando uma fita K-7 foi interceptada e nela registrada psicofonicamente uma mensagem assinada por Ashtar Sheran, o comandante dos Homens do Espaço. Na fita uma voz rígida e de ânimo bélico se apresenta como Ashtar e expõe a presença dos Homens do Espaço com o fim de auxiliar aos seres humanos do orbe terrestre em seu caminho, e alerta também sobre bombas atômicas, guerras desenfreadas e caos.
Na mesma fita ele afirma também estar atuando a serviço do Rei dos Reis, que age do alto em uma missão bastante ingrata. Esta mensagem teria ocorrido ou não em resposta ao reconhecimento do governo Brasileiro da existência de vida alienígena (o segundo pais do mundo a admitir). Houve historicamente também outra mensagem psicofônica, desta vez interceptando um sinal de TV aberta nos Estados Unidos em 1977 assinada por um ser que se identificava como Vrilom do comando Ashtar, tendo em seu teor quase o mesmo enredo, que remete ao lembrete da presença do comando Ashtar e dos perigos que a guerra nuclear poderia representar ao planeta e à humanidade terrestre.
Ashtar seria, portanto, o líder deste comando operacional que seria responsivo aos apelos humanos, atuante dentro das leis do livre arbítrio e sua existência se encaixa na consciência coletiva como uma lenda urbana, já que muitas pessoas afirmam ter contato com Asthar, principalmente por meio de sonhos e visões, o que o torna um personagem da crendice mundial, que sintetiza a existência de humanos de sociedades e etnias diferentes das que conhece comumente, o que remete a extraterrestres intraterrestres, intradimensionais e seres ocultos.

## Contatos

### George Van Tassel
As supostas canalizações (psicografias): em 1952 Ashtar Sheran teria então contatado o norte-americano George Van Tassel e alertado sobre os perigos das "explosões nucleares".
Comunicado de Ashtar
18 de julho de 1952
| “ | O objetivo dessa organização é, em certo sentido, para salvar a humanidade de sí mesma. Há alguns anos, seu tempo, seus físicos nucleares penetraram o "Livro do Conhecimento". Eles descobriram como explodir o átomo. Repugnante como os resultados têm sido, que esta força deve ser utilizada para a destruição, não é comparado com o que pode ser. Nós não temos nos preocupado com a sua explosão de plutónio e U235. Estamos preocupados, no entanto, com a sua tentativa de explodir o elemento hidrogênio. Esse elemento é vivificante [Original: life giving], juntamente com cinco outros elementos no ar que você respira, a água que você bebe, na composição do seu ser físico. Em muito de seu planeta material está esta substância atômica vivificante, hidrogênio. | ” |

George Van Tassel publicou um livro em 1952 intitulado I Rode a Flying Saucer (viajei num disco voador, em português).

### Ethel P. Hill
Mais tarde Ashtar entrou em contato (channeling) com a médium americana Ethel P. Hill, ainda na década de 50, e disse comandar um exército de homens do espaço. Dessas canalizações nasceu o livro In Days to Come, em 1957. Ele dizia estar em contato com Jesus Cristo, que iria voltar em breve em um disco voador. O seu sotaque em inglês, era uma versão avacalhada do inglês da King James Version, com palavras como thyselves, com o claro objetivo de se adaptar à esfera de crenças humanas a fim de simplificar sincreticamente o entendimento emocional do escopo de suas mensagens à compreensão de pessoas crentes na Bíblia como um livro sagrado, um neologismo baseado em thyself, quando o correto, desde o inglês antigo, é yourselves. Isto seria como "vós sois", "vós estais" ou "dar-los-ei a vós". A sua mensagem é asseguradora pois ele diz que vem corrigir nossos problemas.
Ashtar parece ter a faculdade de adaptar sua mensagem ao máximo ao sistema de crenças do receptor, até mesmo em sua aparência física, que pode ser por vezes diferente de um observador para outro.

### MFK-Berlim
Em 1956 Ashtar contatou um círculo de médiuns alemães, liderado por Herbert Victor Speer e seus filhos Uwe Speer e Monika-Manuela Speer, o "MFK-Berlin", ou "Círculo de Médiuns da Paz de Berlim". Foi através desses médiuns que Ashtar Sheran disse ser de um planeta chamado Methária, do sistema estelar Alpha Centauri e que sua raça ou grupo se intitulava "os Santiner". Esse círculo de médiuns alemães continuou tendo contatos telepáticos (canalizações, psicografias) com Ashtar até, ao que parece, 1975. Diversas obras surgiram dessa interação. No Brasil em 1965, foi lançado o livro intitulado A Grande Missão Celeste de Ashtar Sheran à Humanidade Da Terra. Esse livro continha três obras do Círculo de Médiuns da Paz de Berlim:
- Antes da Aterrissagem (original: Vor der Landung) - 1958
- Veritas Vincit - 1959
- De Estrela em Estrela (0riginal: Von Stern zu Stern)- 1960.

### Eugênio Siragusa
Outro contatado famoso que alegou ter encontrado Ashtar Sheran foi o italiano Eugenio Siragusa. Ainda que os avistamentos de Siragusa remontem até 1952, não foi até 1962 que ele realmente teve encontros físicos com seres do espaço no monte Manfré. Segundo ele, estavam presente dois ETs nesse encontro, Ithacar e Ashtar Sheran.

### Paulo Antonio Landulfo Fernandes
Vale a pena destacar outro contatado importante, e dessa vez em solo brasileiro, o baiano Paulo Antonio Landulfo Fernandes. Em 1969, na idade de 21 anos, Paulo Fernandes teve um suposto encontro físico com Ashtar Sheran. Desse encontro, a pedido do próprio Ashtar, Paulo Fernandes fundou em 1973 uma instituição chamada CEEAS – Centro de Estudos Exobiológicos Ashtar Sheran. Esse centro de estudos teria bases filosóficas, científicas e espiritualistas.  
| “ | O objetivo maior do CEEAS é a pesquisa da Exobiologia, ou seja, da vida além da Terra e, assim, da evolução das espécies no Universo. Faz parte também de seu fundamento, enquanto instituição, difundir o vegetarianismo, o não uso de drogas e, ainda, alertar para outros perigos maiores que a Humanidade corre com a iminência de mais um confronto mundial de potências e seus inimaginavelmente danosos experimentos nucleares. | ” |

Em 1972 Paulo Fernandes lançou o livro O Jovem que se Encontrava com Extraterrestres.

## Revista Isto É
Segundo reportagem da revista Isto É de 16 de junho de 1999, a partir da descrição e informações dadas por ufólogos, Ashtar Sheran seria um alienígena loiro, de 1,90 m de altura, que se veste como o Capitão Kirk, e preside uma espécie de ONU intergalática, da qual Jesus Cristo (chamado de Lord Sananda) é o Governador espiritual representante da Terra. Ele tem um olhar penetrante, é bonito, e transmite uma enorme paz.

## Ligações externa
- - Lista de contatos ''antigos'' e ''modernos'' de Ashtar Sheran